# اس‌اچ-۲ شاوروف
اس‌اچ-۲ شاوروف (به انگلیسی: Shavrov_Sh-2) یک هواگرد از نوع دو زیست ساخت شرکت Shavrov است. هواگرد اس‌اچ-۲ شاوروف نخستین پروازش را در ۱۱ نوامبر ۱۹۳۰ میلادی انجام داد. در مجموع، تعداد ۷۰۰+ فروند از این هواگرد ساخته شده‌است.